# 유정 (동진)
유정(劉靖, 생몰년 미상)은 동진 시기의 인물로 유혼의 아들이자, 효목제의 부친으로, 유송 무제의 조부이다.

## 생애
생전 동안 태수(東安太守)를 지냈으며, 사후 손자 유유가 유송을 건국하자 동안부군(東安府君)으로 추존되어 칠묘에 위패가 안치되었다.
477년 내손인 유송 순제가 즉위할 당시에도 유정의 사당은 유지되었으나 479년 유송이 멸망하자 유정의 사당은 철거되었다.

## 가족
- 부친: 무원부군(武原府君) 유혼(劉混)
- 모친: 불명
- 아내: 불명
- 아들: 효목제(孝穆帝) 유교(劉翘)
- 손자: 유송 무제(武帝)